# Afrozomus machadoi
Genre
Espèce
Synonymes
- Schizomus machodoi Lawrence, 1958

Afrozomus machadoi, unique représentant du genre Afrozomus, est une espèce de schizomides de la famille des Hubbardiidae.

## Distribution
Cette espèce se rencontre en Angola et au Congo-Kinshasa.

## Publications originales
- Lawrence, 1958 : Whipscorpions (Uropygi) from Angola, the Belgian Congo and Mossambique. Publicacoes Culturais da Companhia de Diamantes de Angola, no 40, p. 69-79.
- Reddell & Cokendolpher, 1995 : Catalogue, bibliography and generic revision of the order Schizomida (Arachnida). Texas Memorial Museum Speleological Monographs, no 4, p. 1-170 (texte intégral).